# Cantón de Mont-de-Marsan-Sur
El cantón de Mont-de-Marsan-Sur era una división administrativa francesa, que estaba situada en el departamento de Landas y la región de Aquitania.

## Composición
El cantón estaba formado por nueve comunas, más una fracción de la comuna que le daba su nombre:
- Benquet
- Bougue
- Bretagne-de-Marsan
- Campagne
- Haut-Mauco
- Laglorieuse
- Mazerolles
- Mont-de-Marsan (fracción)
- Saint-Perdon
- Saint-Pierre-du-Mont

## Supresión del cantón de Mont-de-Marsan-Sur
En aplicación del Decreto n.º 2014-181 de 18 de febrero de 2014, el cantón de Mont-de-Marsan-Sur fue suprimido el 22 de marzo de 2015 y sus 10 comunas pasaron a formar parte; nueve del nuevo cantón de Mont-de-Marsan-2 y una del nuevo cantón de Chalosse Tursan.